# Средиземноморска кухня
Средиземноморска кухня е общото название на националната кухня на страните от Средиземноморието, които като цяло са оказали силно влияние върху националните кухни по света.
Средиземноморска кухня се характеризира със своята гъвкавост, широк обхват на съставките, подправките и много регионални вариации.
Рибни ястия заемат водещо място в тези кухни, въпреки че голяма част от рибата вече е океанска, поради намаляването на добивите от риболов в Средиземно море.
Едни от най-широко използваните продукти в средиземноморската кухня са зехтин, чесън и домати, като използването им, както и множеството ястия с риба, водят до широко разпространеното мнение, че средиземноморската кухня е особено здравословна.
Месото, приготвяно на скара, различни видове хляб, хумус и фалафел са много популярни видове ястия, приготвяни в източната част на региона.

## Кухни
- Албанска кухня
- Алжирска кухня
- Арабска кухня
- Босненска кухня
- Българска кухня
- Каталонска кухня
- Хърватска кухня
- Кипърска кухня
- Египетска кухня
- Френска кухня
- Гибралтарска кухня
- Гръцка кухня
- Израелска кухня
- Италианска кухня
- Йорданска кухня
- Ливанска кухня
- Либийска кухня
- Малтийска кухня
- Черногорска кухня
- Македонска кухня
- Мароканска кухня
- Палестинска кухня
- Португалска кухня
- Сръбска кухня
- Сицилианска кухня
- Словенска кухня
- Испанска кухня
- Сирийска кухня
- Тунизийска кухня
- Турската кухня